# Rie
Rie（りえ）は、日本の作詞・作曲家、ボーカルユニットのメンバーである。

## 人物・略歴
デビュー当時の個人名及び別名は宮島理絵。
姉の宮島律子と共に音楽ボーカルユニットとして活動を始め河合奈保子のバックバンドのボーカリストのオーディションに合格し「MILK」を結成、1985年に西城秀樹、河合奈保子らのバンドコーラス「Natural&MILK」として活動開始し後にソロにて多数のアーティストへの楽曲提供などもしている。

## 提供楽曲
AKB48関連
- AKB48
  - ロマンス、イラネ（作曲）[2]
  - Don't disturb!（作曲）[2]
  - ボーイフレンドの作り方（作曲）[2]
  - アイドルの夜明け（作曲）[2]
  - 夢でKiss me!（作曲）
- SKE48
  - ロープの友情（作曲）[2]

SMAP
- Flapper（作曲）[2]

中森明菜
- Grace Rain（作詞・作曲）[3]
- LOVE GATE（共作詞・作曲）[3]
- Only you（作詞・作曲）[3]

mihimaru GT
- 恋する気持ち（共作詞・作曲）
- 恋する気持ち ～5 years later～（共作詞・作曲）

ポケットモンスター関連
- バトルフロンティア（作詞・作曲）
- Together（作曲）
- Together2007（作曲）
- Together2008（作曲）

稲森光香
- ふんわか・おれんじ（作曲）